# Andreas Kneller
Andreas Kneller (auch: Kniller, Knüller, Knoller; * 23. April 1649 in Lübeck; † 24. August 1724 in Hamburg) war ein deutscher Komponist und Vertreter der norddeutschen Orgelschule.
Andreas Kneller entstammt einer Künstlerfamilie. Sowohl Andreas’ ältere Brüder Sir Godfrey Kneller und Johann Zacharias Kneller als auch der Vater Zacharias Kniller waren Maler. 1667 wurde Kneller zum Nachfolger des Organisten Melchior Schildt an der Marktkirche Hannover ernannt. Am 1. Dezember 1685 wurde er auf Vorschlag Johann Adam Reinckens als Nachfolger von J. Schade zum Organisten an der Hamburger St.-Petri-Kirche gewählt. Im Jahr darauf heiratete er Reinckens Tochter Margaretha Maria. 1723 wurde er zu Gunsten seines Schwiegersohnes Jakob Henke, der dort bereits seit 1717 als stellvertretender Organist tätig war, pensioniert. Kneller starb ein Jahr später im Alter von 75 Jahren.

## Werke
Wie von vielen anderen Komponisten der norddeutschen Orgelschule sind auch von Andreas Kneller heute nur wenige Kompositionen bekannt. Überliefert sind:
- drei vollständige Präludien (in F-Dur, G-Dur und d-Moll) und einige Fragmente, sowie
- eine Partita in acht Variationen über Nun komm der Heiden Heiland.